# Fazan

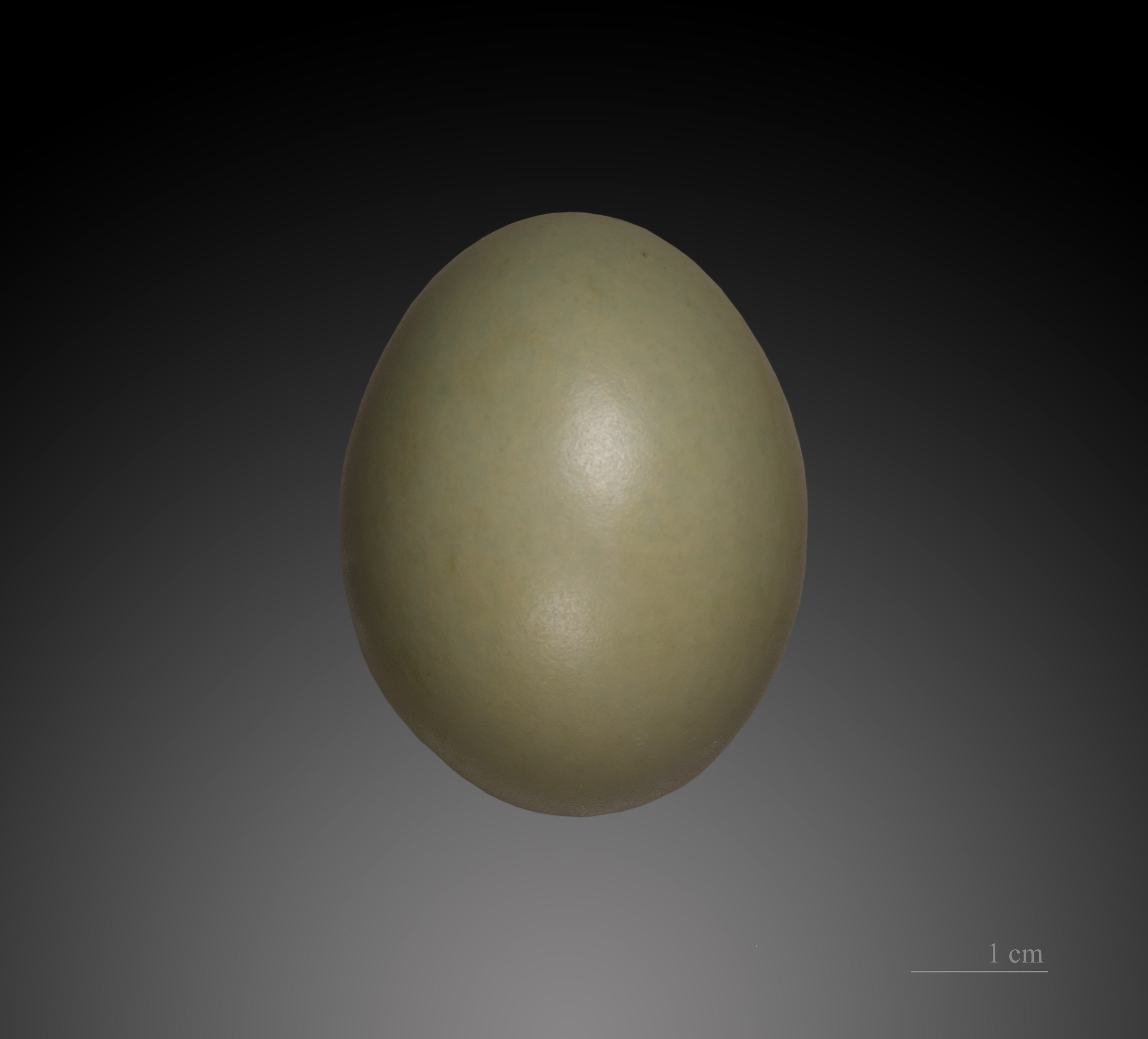
Phasianus colchicus

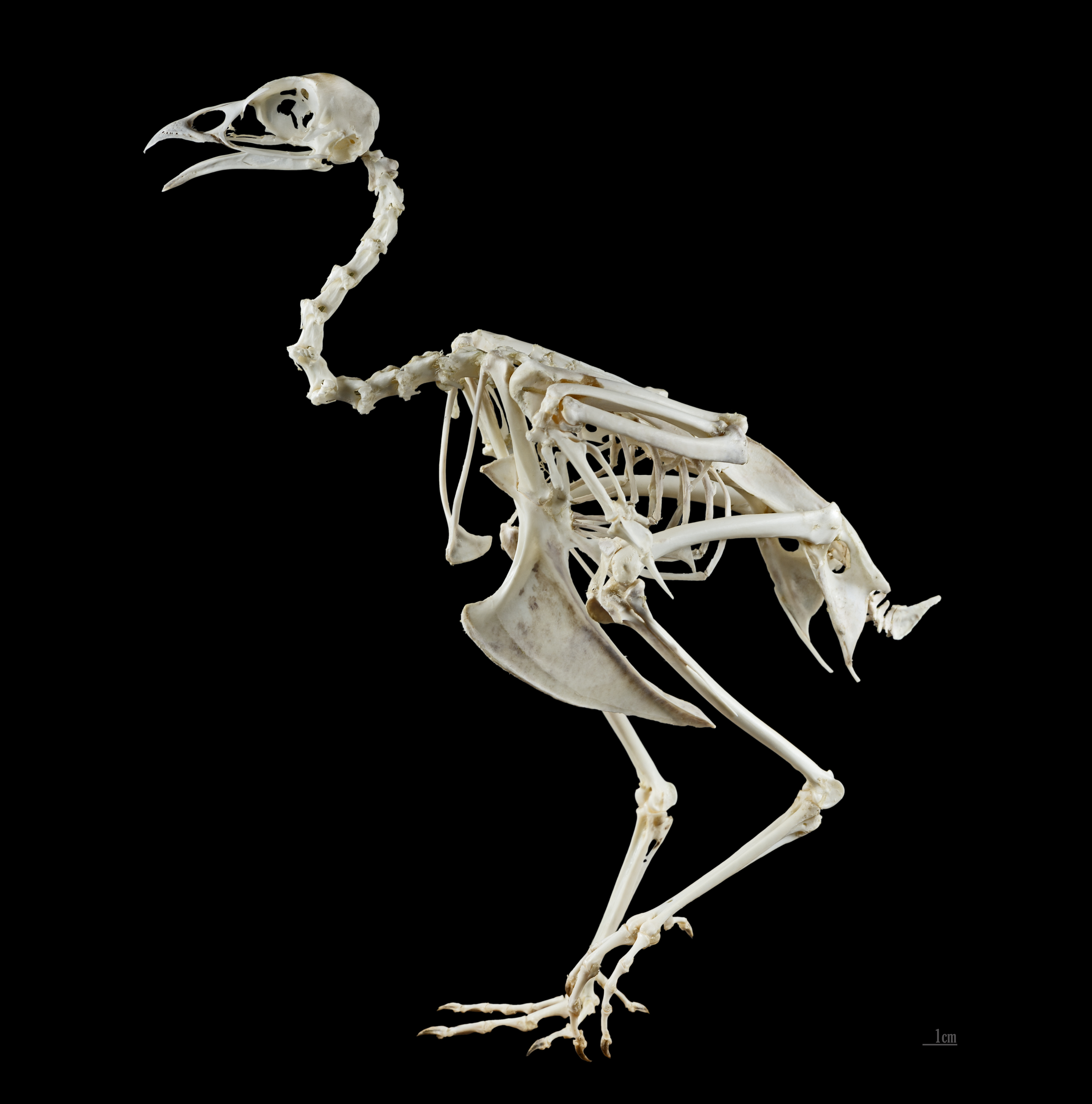
Phasianus colchicus

Fazanul, sau „Fazanul de vânătoare” este o pasăre care a fost adusă în România de om deja din timpul romanilor.

## Origine
Fazanul este originar din Asia. Denumirea științifică (Phasanius colchicus) are o legătură directă cu zona de proveniență și de răspândire a fazanului.

## Aspect morfologic, modul de viață
Masculul are o coadă lungă bifurcată, iar penajul sau  bogat si auriu cu pene pestrițe  alb cu negru, sau galben cu cenușiu. Capul este albăstrui cu reflexe verzui. Femela are penajul de culori mai spălăcite de nuanțe galben cu cenușiu. În prezent se cunosc ca. 30 de rase, toate fiind păsări active ziua, trăind pe câmpuri cu terenuri cultivate, unde consumă de obicei o  hrană de natură vegetală, iar noaptea se retrag în pădure dormind în arbori. Este o pasăre poligamă (un cocoș având 5 -6 găini), sedentară, care nu migrează iarna ci numai în căutare de hrană. Femela depune în cuib 8 - 15 ouă verzui sau brune pe care le clocește din aprilie până în iunie timp de 24 de zile pe un sol cu ierburi. Pentru a menține constant efectivul de păsări există în prezent crescătorii de fazani, puii eclozând în incubatoare.

## Subspecii de fazani din România
Fazanul comun
Este originar de pe malul estic al Marii Negre, fiind adus în Europa de greci și romani. Este mai mic la corp decât fazanul gulerat și cel mongolic și spre deosebire de aceștia, nu are guler alb. Culoarea generală este mai închisă - pe cap și gât - verde metalic, batând în albastru, în rest fondul este roșu închis și aripile brune - verzui. Coada prezintă dungi transversale închise. Fazanul comun este mai puțin prolific decât celelalte 2 subspecii, dar este cu mult mai rezistent, necesitând îngrijiri reduse din partea omului.
Fazanul gulerat
Este originar din extremitatea de est a Chinei, fiind adus în Europa în prima jumătate a secolului 19. Cum arată și numele, fazanul are un guler alb, care la spate este mai îngust și în fața de regula întrerupt. Spatele este brun deschis, supracodalele albastrui, iar coada mai deschisă - galbenă cenușie. Caracteristica îi este culoarea în general mai deschisă. Fazanul gulerat este mai mare la corp, ouă mai de timpuriu și se preteaza foarte bine la creșterea artificială în tarcuri. În natura este mai greu adaptabil, în primul rând datorită culorii sale mai deschise, care îl expune răpitoarelor. Cere ocrotire și îngrijire mai intense decât fazanul comun, altfel dispare.
Fazanul mongolic
A fost adus în Europa, pentru prima dată, în jurul 1900, în Anglia. Originar din centrul Asiei ( Turkmenistan ). Este cel mai mare fazan din România, cocoșul atingând 1,5 kg sau și mai mult.. Capul și gâtul îi sunt de culoare verde - bronz, pieptul bronzat. Culoarea generală îi este mai închisă decât la cel gulerat și mai deschisă decât la cel comun. Gulerul alb nu este continuu ci în forma de semiluna pe fiecare latură a gâtului. Se caracterizează printr-o mare rezistență la excesele climaterice, fiind originar dintr-o regiune cu clima excesiv continentală. Destul de prolific.
O subspecie des întâlnită în România este fazanul tenebros  (tenebrosus) sau fazanul verde închis. Acesta este confundat de multe ori cu fazanul japonez, însă acesta din urmă are o nuanță verzuie și este mai mic la corp. Între tenebros și fazanul de vânătoare se produc încrucișări, încât pe terenul de vânătoare se pot întilni "tenebroși" de diferite intensități în ceea ce privește culoarea închisă.

## Alte generalități
Glasul cocoșului de fazan este un țipăt, care poate fi auzit seara când se urcă în arbori pentru dormit, dimineața în zori când coboară, ori de câte ori se consideră amenințăți de vreun pericol și în perioada de împerechere. Femela scoate și ea un ticăit ușor, iar în copac se urca fără să dea glas. Dintre simțuri cel mai dezvoltat pare a fi văzul, apoi auzul.
Localizarea fazanului în teren depinde de anotimpuri. Primăvara când vegetația începe să se ridice și să ofere adapost, fazanul iese la câmp, la început la culture de păioase și mai târziu în porumbiști. Când porumbul se usucă și frunzele încep să facă zgomot la adierea vântului, fazanul iese și caută ierburile uscate, grupurile de mărăcini, desișurile, etc. Toamna când câmpul este dezgolit fazanul se retrage din nou la adăpostul pădurii, iar în lipsa acestuia în stufărișuri, culturi de protecție și orice vegetație care îi poate oferi adăpost. Manifestă o slabă fidelitate față de locul unde a crescut.